# アクションゲーム

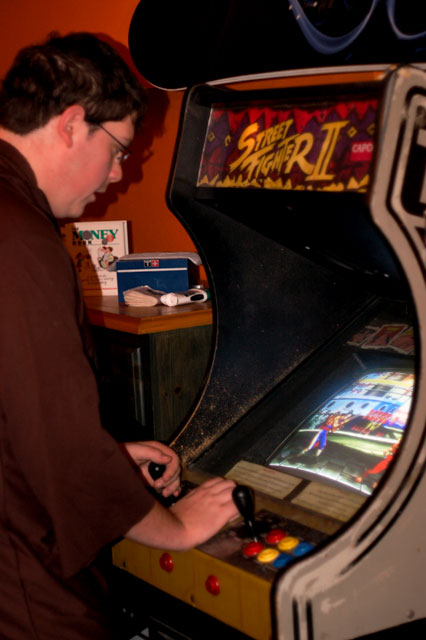
アーケードゲームで『ストリートファイターII』を遊ぶ

アクションゲーム（action game）は、キャラクターの行動をボタンなどにより直接操作し、すばやくゲーム内の事象を制御する能力を競うコンピュータゲームのジャンルの一つ。後述する狭義の定義における略称は英語の頭3文字を取ってACT。ACGとも略される。後述する広義のアクションゲームは「リアルタイムゲーム」とも呼ばれる。

## 概要
基本的には、ボタン操作などによって連動する人間や動物、ロボット、機械などの個体（プレイヤーキャラ）を動かすゲーム全般を指すので、非常に幅広いジャンルを内包する。さらに、プレイヤーキャラが存在する場所（ステージ）があり、プレイヤーキャラ以外に、ステージ上を動く存在（プレイヤーを攻撃する、援護する、無関係に動くなど）があり、それらは敵、ノンプレイヤーキャラクター（NPC）、罠、アイテムなどがある。コンピュータRPGとは対照的に、プレイヤーの技術力が直接プレイに影響する。
世界で最も売れた家庭用ゲームである『スーパーマリオブラザーズ』や『ソニック・ザ・ヘッジホッグ』もこれに属する。統計においても、2015年の日本におけるゲームアプリ市場での年間ダウンロード数は8,630万回、家庭用ゲーム市場での年間販売本数は1,267万本でともに首位である。
テレビゲーム機が広まるより前から非電源式ゲームではアクションゲームという言葉が使われ、1960年発売の『人生ゲーム』のパッケージには「A FULL 3-D ACTION GAME」と記載され、盤面に動きがあったり小さめの玉を派手に動かしたり弾いたりするタイプのボードゲームで使われていた。アメリカでは1977年に登場のバリーの家庭用ゲーム機では「ACTION/SKILL」のジャンルが存在、1980年頃には「action game」が使用され、日本ではスタークラフトがパソコン雑誌に出稿した広告に遅くとも1982年前半頃には使われていた。言葉の使用はアドベンチャーゲームなど別ジャンルの登場により区別するために増えていったとみられる。
一般的には別ジャンルで呼ばれるゲームがアクションゲームとされていたことがあり、『ログイン』（アスキー９1983年5月号で『ゼビウス』を「戦闘（アクション）ゲーム」とルビが振られ、1983年8月発売の『こんにちはマイコン』第2巻の目次にあるゲームジャンル紹介でアクションゲームを「スペースインベーダー等の、反射神経を競うゲーム」と説明していた。また「スポーツ、格闘技、レースを含む」とする説明が2017年時点でもあり、アクションに該当はするがレースゲームは素早い判断が必要な場合もあるがどれもアクションゲーム扱いはできず、この説明はリアルタイムゲームと混同しており、スポーツやレースのゲームはリアルタイムに行われることが少なくないが題材からしてリアルタイムで行われるのであってアクションゲームのためのリアルタイムとは限らないからである。タイニーPは操作に対して画面上の動きにフィクション性が強いほどアクションゲームらしく、このジャンルを「ビデオゲームの一種で、画面上のキャラクター等がプレイヤーの操作に即応して動き、その操作と動きとの関係に、漫画的な単純化や誇張が多く含まれているもの」とするのが実際に近い説明として提示しているが、きちんとしたシミュレーションはともかくリアルタイムなら多くが何らかのアクションゲームらしさがあるのはあまり否定できず、そう考えると新ジャンルが○○アクションゲームと呼ばれることに納得がいき、都合よく多用される言葉だとしている。

## アクションゲームの分類
広義のアクションゲームの分類では、シューティングゲームやレースゲームなど、キャラクターの行動をボタンなどにより直接操作し、すばやくゲーム内の事象を制御する能力を競うもの全てが含まれる。狭義のアクションゲームとは次のものを指す。
- 2Dアクションゲーム
  - 固定画面アクション
  - 横スクロール（横視点・サイドビューで画面スクロールするという意味であり、縦方向にスクロールする場面もある）
  - 縦または全方向スクロール（真上視点・トップビューでスクロールする）
  - クオータービューアクション（疑似的に3D感のある斜め視点）
  - 探索型アクション（マップ探索やRPG要素も含み、アクションアドベンチャー・アクションRPG・メトロイドヴァニア等も内包する）
- 3Dアクションゲーム
  - 無双系アクション
  - スラッシュアクション
  - ハンティングアクション
  - ソウルライク
  - 奥スクロール
  - 箱庭探索型アクション

これに加え、さらなる特徴を持つ作品は以下のように分類される。

### 派生ジャンル
プラットフォームゲーム

対戦アクションゲーム

対戦型格闘ゲーム（2D・3D）
格闘技、武道の試合や喧嘩、決闘をモチーフにしたもの。操作する対象（主に人間）が主に2人で戦うもの。ゲームを遊ぶ者が2人以上いることを想定している物。2人で対戦して遊ぶ場合が多い。eスポーツにおいてはメインジャンルとなっている。
クライムアクションゲーム
主人公となる人物を操作し、殺人や窃盗など、犯罪（クライム）行為が含まれるゲームをさす。代表的なものとしては、『グランド・セフト・オート（GTA）シリーズ』や、『ポスタル』、『カーマゲドン』、『Mafia』、『DRIV3R』、『True Crime』などがこれに該当する。
ステルスゲーム

ドットイートゲーム

ベルトスクロールアクションゲーム

メトロイドヴァニア
サイドビューのマップ探索型2Dアクションゲームを指す俗称で、公式には「探索型アクション」などと称される。代表的な『メトロイド』シリーズ作品と『悪魔城ドラキュラ』（キャッスルヴァニア）シリーズの中のメトロイド型作品を合わせた造語。他に『ブラッドステインド:リチュアル・オブ・ザ・ナイト』や『ブラスフェマス』などがこれに該当する。

### 複合ジャンル
他のゲームジャンルと複合しているもの。この記事ではアクション要素の強いものを扱う。
アクションロールプレイングゲーム
ロールプレイングゲーム（RPG）の要素が入っているもの。アクション要素とロールプレイング要素の比率はタイトルにより様々である。
アクションアドベンチャーゲーム
アクションゲームの中でもアドベンチャーゲームの要素が強いものを指す。
アクションシューティングゲーム
射撃をする動作が一定以上含まれるもの。扱う動作が似ているため識別の難しい作品も存在し、特に3Dグラフィックのものはサードパーソン・シューティングゲームとしばしば混同される。

### 近縁のジャンル
アクションゲームの狭義の定義では近縁、広義の定義では下位概念とされる。
シューティングゲーム
「撃つ（シューティング）」動作がゲーム上の主要な要素となっているもの。「撃つ」という動作の純粋度が高く、それ以外の複雑な要素を多く含まないものを特に指す。少数だが、アクションゲームと混合したものはシューティングアクション、もしくはアクションシューティングとも呼ばれる。
レースゲーム
動かす主体を競走（レース）させるもの。四輪車のレースが多い。その他にも、バイク、飛行機、船、人間など、一定のコースを移動する速さを競うことが主目的になっているもの。ごく稀に暴力表現（轢き殺すなど）が含まれたゲームがある（『カーマゲドン』、『RoadKill』）。
スポーツゲーム
実在するスポーツ（野球・サッカーなど）をモチーフにしたもの。
アクションパズル
パズルゲームのカテゴリのひとつで、パズルのルールにアクション性のあるリアルタイム要素を合わせたもの。
リズムアクション
音楽ゲームのカテゴリのひとつで、BGMに合わせてアクションを行うことで楽曲を擬似的に演奏する。

## アクションゲームの要素
派生ジャンルに属さない（狭義の）アクションゲームにはいくつかの欠かせない要素が存在する。
ジャンプ
アクションゲームはその名の如く、人や物のアクション（動作）をモチーフにしており、その中でも画期的かつ代表的な動作は、ジャンプである。ジャンプによって、ステージ上の構造とアクションの連動が増し、遊戯性が高まっている。現在までに多くのアクションゲームにジャンプは存在している。
ステージ
- 横スクロール（2D）アクションゲーム

サイドビュー（横視点）で、水平方向への移動を操作の基本とし、ゲーム上で表現される空間が2次元（2D）のみであった時代に確立されたもの。この中からジャンプというアクションが生み出された。2D・3D問わずこのゲームの派生系を、いわゆるアクションゲームということもできるため、英語ではプラットフォーム・ゲームまたはプラットフォーマーと呼ばれる。
- 横以外の2Dアクションゲーム

トップビュー（俯瞰視点）や疑似3Dなどのものがある。
- 3Dアクションゲーム

前後左右、上下への移動ができ、現実の3次元（3D）空間に近いステージを表現し、その中での動作を可能にしたもの。

### 視点
一人称視点
プレイヤーキャラの視界によって世界が表現される。臨場感は高いが、キャラの全身を直接見ることができない。接近時の位置関係がわかり辛く、ある程度の距離を置いての操作に向くことから、ファーストパーソン・シューティングゲームなどシューティングによく見られる。
三人称視点
プレイヤーキャラの視界ではなく、外部の視点によって世界が表現される。キャラを動かすと視界も移動し、常にその周囲が表示される。視点の場所は、キャラの背面に固定され自動で動くタイプとプレイヤーが任意に操作できるタイプがある。

### 攻撃
ステージには、プレイヤーキャラ以外の敵（モンスターやギャングなど）が存在することが多く、それらの敵を倒すために攻撃という動作が存在することが多い。
また、特に銃を模したコントローラで操作するアーケードゲームの場合、画面奥などからプレイヤーの視点に向かって飛んでくる敵の攻撃や障害物など、当たるとミス扱いするオブジェクトには、対象物の周りを赤くするといった方法でプレイヤーに知らされる。対象物を撃ち落とすか、当たらないように避ける行動をとることで回避できる。

### リアルタイム性
プレイヤーの入力によらず、一定の速度でゲームが進行するものは、リアルタイム（即時）での対応が求められる。

## 歴史

### 黎明期（1972年 - 1979年）
アクションゲームの原型は、1972年に北米で発売されたアーケードゲーム『ポン』（アタリ）にさかのぼる。卓球を当時の技術でコンピュータ上に再現したシンプルなゲームだが、ピンポンを打ち返す際に角度や速度を変える戦略性が人々の心をひきつけ、大ヒットにつながった。その結果人気にあやかったコピーゲームが濫造されることとなり、1973年に日本で発売された『ポントロン』（セガ）と『エレポン』（タイトー）もその1つである。
1976年に北米で発売の『ブロッケード』（グレムリン・インダストリー）は初期のアクションゲームの1つである。ポンに類似した「パドルとボール」のゲームが氾濫していた中、動き続ける自機を操作して生き残りを競うこのゲームのヒットはアクションゲームに進化の先鞭を付け、以降着実に多様性を増していくこととなる。1979年に日本で発売された『ボムビー』（ナムコ）は、ブロックくずしとピンボールの組み合わせにカラー表示という当時は珍しい機能を搭載し、そのノウハウは翌1980年発売の『パックマン』に活かされている。

### 成長期（1980年 - 1985年）
1980年にアーケードで発売の『パックマン』（ナムコ）は、画面内のドットを食べつつモンスターとの駆け引きも楽しめるゲーム性が人気を博し、業務用ゲームとしては異例の世界で28万台（正規品のみ）を出荷するギネス記録となった。日本でのブームは比較的早く終了したものの、北米では長く親しまれ3年後の1983年にはナムコ社のパックマン関連のロイヤリティ収入が60億円にものぼった。アニメ版やディスコサウンドでも大健闘し、コンピュータゲームのメディアミックス展開が有効であることを証明した。
1981年に発売された『ドンキーコング』（任天堂）は、ドンキーコングが投げるタルや敵キャラをマリオがジャンプで避けながら進み、さらわれた恋人を救出するゲームである。このゲームは、不良在庫となっていた『レーダースコープ』の在庫処分のため急きょ作られたものであったが、難易度の上下だけでなく異なる複数のステージを盛り込むという努力により当時のユーザーの心をつかんだ。後のドンキーコングシリーズ、マリオシリーズの基礎を築いたゲームでもある。
1983年に発売された『シンドバッドミステリー』（セガ）は、宝探しをテーマに据えることで推理と探索の要素を盛り込みアクションゲームに新風を吹き込んだ。地図上から宝の位置を推測し掘り出していくゲーム性はアクションアドベンチャーゲームの先駆けともいえるものである。また、この年は後に大ヒットとなる家庭用ゲーム機『ファミリーコンピュータ』（任天堂、以下ファミコン）が発売され、アクションゲームはアーケード・家庭用双方の市場で発展を続けていく。
1985年にファミコンで発売された『スーパーマリオブラザーズ』（任天堂）は、横スクロールにジャンプアクション、様々なパワーアップアイテム、豊富なステージと陽気なキャラクター・音楽が広く受け入れられ、最終的に日本で681万本、世界で4024万本の歴史的大ヒットを記録した。このゲームの登場により、着実に進化を続けたアクションゲームは一躍大人気ジャンルとなり、無数の派生ゲームが作られるようになった。

### 黄金期（1986年 - 1994年）
この時代は、2Dアクションに多様な分化が見られた1980年代後半と、2D対戦格闘ゲームのブームに支えられた1990年代前半に分けられる。
『スーパーマリオブラザーズ』（任天堂）の歴史的ヒットにより、アクションゲームはゲームジャンルの頂点に君臨するようになる。その中で多数の派生ジャンルが出現し、この時代は黄金期と言えるほどの繁栄を見た。1990年代に入ると2D対戦格闘ゲームが大ブームとなり、『ストリートファイターII』（1991年・カプコン）や『餓狼伝説 宿命の闘い』（1991年・SNK）を始めとしたタイトルが家庭用・アーケード問わず人気を博した。
横スクロール
1991年にメガドライブで発売された『ソニック・ザ・ヘッジホッグ』（セガ）は、先の展開を予測できない高速スクロールがユーザーに受け、世界で400万本を出荷するヒットとなった。
2D対戦格闘
初期の2D対戦格闘ゲームの名作として、1987年にアーケードで発売された『ストリートファイター』（カプコン）がある。後のシリーズとは筐体が異なることもあり、本作はどちらかと言えば体感ゲームの色彩が濃いが、キャラクターが持つ迫力や動きは本ジャンルの基礎となった。
3D対戦格闘
1993年にアーケードで発売された『バーチャファイター』（セガ）は事前の評価が低かったものの、3Dポリゴンによる立体的なキャラクター・ステージが徐々に人気を集め、1994年に続編『バーチャファイター2』が発売されると一気に社会現象を引き起こした。『2』ではグラフィックが飛躍的に向上し、キャラクターの姿はなめらかでリアルなものへと進化した。
ベルトアクション
本ジャンルの元祖である1986年にアーケードで発売の『熱血硬派くにおくん』（テクノスジャパン）は、日本の不良を題材にケンカを彷彿とされるアクションが人気を博した。
アクションアドベンチャー
1986年にファミコンで発売の『ゼルダの伝説』（任天堂）は、綿密に練られた世界観と謎解き、アクションが好評で、日本で169万本、世界で651万本を出荷する大ヒットとなった。
縦スクロール
1989年にアーケードで発売された『ワルキューレの伝説』（ナムコ）は、主人公ワルキューレの魅力とグラフィック・音楽などが高水準でまとまっていたため高い評価を得た（なお『ワルキューレの伝説』は縦方向へのスクロールが主であるが、横方向にスクロールする場面も多数ある）。
固定画面アクション
1986年にアーケードで発売された『バブルボブル』（タイトー）は、泡で敵を閉じ込めて割るユニークなゲーム性で多くのファンを獲得した。
ステルスゲーム
本ジャンルの元祖である1987年発売の『メタルギア』（コナミ）は、主人公スネークを操作して敵地に潜入し敵に見つからないように進むアクションが斬新で人気を博した。
アクションシューティング
1987年にアーケードで発売の『魂斗羅』（コナミ）は、エイリアンの侵略をテーマに超人の主人公が織りなすアクションが好評でシリーズ化された。

### 停滞期（1995年 - 2000年）
1990年代も半ばを過ぎると、2D対戦格闘ゲームのブームは3D対戦格闘ゲームに移ったが、家庭用・アーケードともに操作の複雑化などで初心者離れが発生し人気は下降し始めた。時を同じくして、日本の家庭用市場ではターン制コンピュータRPG、アーケード市場ではメダルゲームや音楽ゲームなどが台頭し本ジャンルを圧迫するようになった。2000年頃になると一連の対戦格闘ゲームのブームは終息し、アーケード市場におけるアクションゲームはマニア層以外からの支持を失った。
この時代は、技術の進化にあわせて3Dアクションゲームが多く作られるようになった。1996年にNINTENDO 64で発売された『スーパーマリオ64』（任天堂）は、立体空間でのグラフィックやアクション、視点操作のデファクトスタンダードとなり、本作の大ヒットが2Dアクションから3Dアクションへの大きな流れとなった。ファミコン時代以来分化してきた2Dアクションは3Dゲームブームの波で激減し、アクションゲームは大きな転換点を迎えた。
横スクロール
1995年にメガドライブで発売された『リスター・ザ・シューティングスター』（セガ）は、主人公リスターの手を用いた特徴的なアクションと多彩なステージが高い評価を得た。
2D対戦格闘
1997年にアーケードで発売された『ストリートファイターIII』（カプコン）は、キャラクター・時間軸の一新やブロッキングシステムの導入により鳴り物入りで登場したが、ブームの沈静化とプレイヤー間の格差がネックとなり当初は出遅れた。これを打開するためアップグレードが繰り返され、1999年発売の『3rd』は熱心なファンを中心に支持を固めることができた。
3D対戦格闘
1996年にアーケードで発売の『ソウルエッジ』（ナムコ）は、武器を用いた格闘アクションと斬新な操作システム、リングアウトの存在などが好評でシリーズ化された。
ベルトアクション
1997年にアーケードで発売された『バトルサーキット』（カプコン）は、コミカルな世界観やキャラクターのパワーアップ・アップグレードによる戦略性がユーザーに受け、絶滅寸前だった同ジャンルの人気を支えた。
3Dアクション
1996年にアーケードで発売の『ダイナマイト刑事』（セガ）は、テロリストが立てこもるアメリカ・サンフランシスコを舞台に、主人公の刑事が様々な兵器を用いて戦うアクションが人気を博した。
対戦アクション
1999年にNINTENDO64で発売された『ニンテンドウオールスター!大乱闘スマッシュブラザーズ』（任天堂）は、任天堂のキャラクターが乱闘を行う話題性と、複雑なコマンドを排除した明快な操作性が大ヒットにつながった。対戦格闘ゲームとは異なる、読みあいを軸とした様々なテクニックの応用が特徴である。
アクションシューティング
1996年にアーケードで発売の『メタルスラッグ』（SNK）は、非常に細かく描かれたグラフィックと敵をひたすら倒していくわかりやすさ、多彩な乗り物と高い難易度が硬派なゲーマーを中心に支持された。

### 転換期（2001年 - 2005年）
21世紀に入ると、アーケード市場においてアクションゲームはあまり製作されなくなり、家庭用市場が発展の主軸となった。
ブームが終息した対戦格闘ゲームの製作数は大幅に減少したが、その穴を埋めるように3Dアクションゲームが人気を博すようになった。2001年にPlayStation 2で発売された『真・三國無双2』（コーエー）や『鬼武者』（カプコン）、2002年にPlayStation 2で発売された『キングダム ハーツ』（スクウェア）などがその最たる例である。世界では『グランド・セフト・オート』（Rockstar Games）に代表されるクライムアクションゲームがブームとなった。
一方で、2004年にはゲームボーイアドバンス向けに『ファミコンミニ』シリーズが発売され、すっかり下火になっていた2Dアクションの人気を後に再燃させる一因になった。2005年にPlayStation Portableで発売された『モンスターハンター ポータブル』（カプコン）は、雄大な世界観をバックに友達と協力し、大型モンスターを狩る楽しさが口コミで徐々に広まった。後にハンティングアクションという新しいジャンルを確立することになる。
横スクロール
この時期はゲームボーイアドバンスを中心にリメイク・移植作の発売が相次いだ。2004年にゲームボーイアドバンスで発売の『ファミコンミニ スーパーマリオブラザーズ』（任天堂）は、ジャンプやパワーアップアイテム、陽気な音楽といったスーパーマリオの原点が再び評価され、日本で138万本のヒットを記録した。
3Dアクション
2001年にPlayStation 2で発売された『デビルメイクライ』（カプコン）は、華麗にコンボを決めることで攻撃を評価するシステムが人気を博した。
ハンティングアクション
2004年にPlayStation 2で発売の『モンスターハンター』（カプコン）は、レベル制の排除による敷居の低さと少人数のパーティー・短時間でクエストを遂行するインターネット協力プレイがユーザーの心をつかんだ。一方オフラインのみで遊ぶプレイヤーも多く、豪壮な世界観やハンター稼業を疑似体験できるリアルさも人気の秘訣だった。
アクションシューティング
2001年にアーケードで発売された『機動戦士ガンダム 連邦vs.ジオン』（バンダイ）は、人気の高いガンダムを題材にしたこと、操作を可能な限り簡略化することで初心者でも容易に機体を動かせることがヒットにつながった。
その他
2003年にゲームボーイアドバンスで発売された『メイド イン ワリオ』（任天堂）は、「瞬間アクション」と銘打った数秒で終わるミニゲームを多数収録し、手軽かつ短時間でも遊べるゲーム性が好評でシリーズ化された。

### 中興期（2006年 - 2012年）
この時代は、日本ではハンティングアクションが大きなムーブメントとなり、各々が携帯ゲーム機を持ち寄って狩りに出かけるスタイルが定着した。一方世界では引き続きクライムアクションが人気を維持した。2010年代に入るとスマートフォンゲーム市場の拡大が顕著となったが、移り変わりの激しい同市場にとってもアクションゲームは大きな存在であった。スマートフォンゲームの拡大を追い風に2Dアクションの人気も復活し、手軽で簡単な操作が再評価された。
横スクロール
2007年にiアプリとして配信開始した『ワルキューレの栄光』（バンダイナムコゲームス）は、複雑な入力を排除した良好な操作性と多彩なBGMが評価された。
ベルトアクション
2012年にニンテンドー3DSで発売された『閃乱カグラ Burst -紅蓮の少女達-』（マーベラスAQL）は、詳細なキャラクター設定と魅力的な少女達、ボタン連打により次々コンボが決まる爽快さが人気を博した。
アクションシューティング
2012年にニンテンドー3DSで発売された『新・光神話 パルテナの鏡』（任天堂）は、ハイスピードに展開する奥の深いアクションと、弾く・止めるを基本とする独自のカメラ操作が評価された。
アクションアドベンチャー
2012年にPlayStation 3で発売された『風ノ旅ビト』（SCE）は、はるか彼方にある山頂（ゴール）をめざして砂漠や遺跡、未知の生物の襲撃をくぐり抜ける果てしない冒険体験が高い評価を得た。
その他
2012年にPlayStation 3で発売された『TOKYO JUNGLE』（SCE）は、人類が姿を消し廃墟となった東京を舞台に、多様な動物を操作して生き残りを競うアクションが好評を得た。

### 現在（2013年 - ）
ここ3年ほどの日本におけるアクションゲームは、家庭用市場ではプラットフォーマー（マリオ系）とハンティングアクションのブームが継続し、市場シェア1位を堅持している。スマートフォンゲーム市場では、2012年頃まで多数のヒット作が出現し市場をけん引してきた。しかしソフトの移り変わりの早さや、家庭用市場の大手2社が未参入・苦戦していること、ロールプレイングゲームが大ブームとなっている影響から、2014年の市場シェアはダウンロード数1位、金額ベース2位となっている。

## 主なアクションゲーム

### 主要シリーズ
- マリオシリーズ（1981年 - ）
- ソニックシリーズ（1991年 - ）

### 2Dアクション
- アイスクライマー（1985年）
- 悪魔城ドラキュラシリーズ（1986年 - ）
- イシターの復活（1986年）
- 海腹川背（1994年）
- がんばれゴエモンシリーズ（1986年 - ）
- 源平討魔伝（1986年）
- 忍 -SHINOBI-（1987年）
  - ザ・スーパー忍（1989年）
  - ザ・スーパー忍II（1993年）
- クルクルランド（1984年）
- サイバリオン（1988年）
- スパルタンX（1984年）
- スペランカー（1983年）
- 高橋名人の冒険島（1986年）
- ディグダグ（1982年）
- 伝説のスタフィーシリーズ（2002年 - ）
- ドンキーコングシリーズ（1981年 - ）
- ニンジャウォーリアーズ（1987年）
- 忍者龍剣伝シリーズ（1988年 - ）
- バブルボブル（1986年）
- バルーンファイト（1984年）
- パルテナの鏡シリーズ（1986年）
- ブラックドラゴン（1987年）
- プリンス・オブ・ペルシャ（1989年）
- 星のカービィシリーズ（1992年 - ）
- ボナンザブラザーズ（1990年）
- ポン（1972年）
- 魔界村（1985年 - ）
- マジックソード（1990年）
- ミスタードリラー（1999年）
- 迷宮組曲 ミロンの大冒険（1986年）
- メイド イン ワリオシリーズ（2003年 - ）
- ヨッシーアイランド（1995年）
- ラリーX（1980年）
- ロックマンシリーズ（1987年 - ）
- ワギャンランドシリーズ（1989年 - ）
- ワリオランドシリーズ（1994年 - ）
- ワンダーモモ（1987年）

#### 探索型アクション
- 悪魔城ドラキュラシリーズ（1986年 - ）
- ゲゲゲの鬼太郎 危機一髪!妖怪列島（2003年）
- ブラッドステインド:リチュアル・オブ・ザ・ナイト(2019年)
- 星のカービィ 鏡の大迷宮（2004年）
- メトロイドシリーズ（1986年 - ）

### 3Dアクション
- アーマード・コアシリーズ（1997年 - ）
- ガチャフォース（2003年）
- 塊魂シリーズ（2004年 - ）
- クラッシュ・バンディクーシリーズ（1996年 - ）
- サルゲッチュシリーズ（1999年 - ）
- ZONE OF THE ENDERSシリーズ（2001年 - ）
- デッドライジングシリーズ（2006年 - ）
- 電脳戦機バーチャロンシリーズ（1995年 - ）
- ナイツシリーズ（1996年 - ）
- ビューティフル ジョーシリーズ（2004年 - ）
- ブラストドーザー（1997年）
- BLADESTORM 百年戦争（2007年 - ）
- ラチェット&クランクシリーズ（2002年 - ）

#### 無双系アクション
- うたわれるもの斬シリーズ（2018年 - ）
- 仮面ライダー バトライド・ウォーシリーズ（2013年 - ）
- 銀魂乱舞（2018年）
- 聖闘士星矢戦記（2011年）
- 戦国BASARAシリーズ（2005年 - ）
- 閃乱カグラVERSUSシリーズ（2013年 - ）
- 超次元アクション ネプテューヌU（2014年）
- テイルズ オブ ザ ヒーローズ ツインブレイヴ（2012年）
- NARUTO -ナルト- 疾風伝 ナルティメットインパクト（2011年）
- 薄桜鬼 幕末無双録（2012年）
- バトル封神（2002年）
- Fate/EXTELLAシリーズ（2016年 - ）
- 武装錬金 ようこそ パピヨンパークへ（2007年）
- 無双シリーズ（1997年 - ）

#### スラッシュアクション
- 鬼武者シリーズ（2001年 - ）
- お姉チャンバラシリーズ（2004年 - ）
- デビルメイクライシリーズ（2001年 - ）
- ベヨネッタシリーズ（2009年 - ）
- メタルギア ライジング リベンジェンス（2013年）

#### ハンティングアクション
- モンスターハンターシリーズ（2004年）
- ゴッドイーターシリーズ（2010年 - ）
- 討鬼伝シリーズ（2013年）
- SOUL SACRIFICE（2013年）
- フリーダムウォーズ（2014年）
- ラグナロクオデッセイ（2012年）
- ナノダイバー（2011年）
- ロード オブ アルカナ（2010年）
- 怪獣バスターズ（2009年）
- エレメントハンター（2009年）
- ファイナルファンタジー エクスプローラーズ（2014年）
- ファンタシースターオンライン2（2012年）
- 進撃の巨人シリーズ（2016年 - ）
- 真・三國無双 MULTI RAIDシリーズ（2009年 - ）
- ウィッチャーシリーズ（英語版）（2007年）
- Horizon Zero Dawn（2017年）
- Wild Hearts (2023年)

#### ソウルライク
- スター・ウォーズ ジェダイ:フォールン・オーダー（2019年）

### アクションシューティング
- ガンスターヒーローズ（1993年）
- ガントレット（1985年）
- 魂斗羅シリーズ（1987年 - ）
- メタルスラッグ（1996年 - ）
- 機動戦士ガンダム vs.シリーズ（2001年 - ）
- スプラトゥーンシリーズ（2015年 - ） - サードパーソン・シューティングゲームにも分類される

### その他
対戦型格闘
- ストリートファイターシリーズ（1987年 - ）
- ヴァンパイアシリーズ（1994年 - ）

ベルトスクロールアクション
- ファイナルファイトシリーズ（1989年 - ）

アクションロールプレイング
- キングダム ハーツ シリーズ（2002年 - ）
- スターオーシャンシリーズ（1996年 - ）
- ドラゴンクエストヒーローズ 闇竜と世界樹の城（2015年）
- ドラゴンクエストヒーローズII 双子の王と予言の終わり（2016年）
- ドラッグ オン ドラグーン シリーズ（2003年 - ）
- トリニティ ジルオール ゼロ（2010年）
- ペルソナ5 スクランブル ザ ファントム ストライカーズ（2020年）
- ディアブロシリーズ（1996年 - ）
- ニーア シリーズ（2010年 - ）
- Demon's Souls（2009年 - ）
- DARK SOULSシリーズ（2011年 - ）
- Bloodborne（2015年）
- ロード オブ ザ フォールン（2015年）
- 仁王シリーズ（2017年 - ）
- The Surge（2017年）
- CODE VEIN（2019年）

アクションアドベンチャー
- ゴッド・オブ・ウォーシリーズ（2005年 - ）
- ゼルダの伝説シリーズ（1986年 - ）
- バンジョーとカズーイの大冒険シリーズ（1998年 - ）
- NINJA GAIDENシリーズ（2004年 - ）
- バイオハザードシリーズ（1996年 - ）
- ディノクライシスシリーズ（1999年 - ）
- 大神シリーズ（2006年 - ）
- 龍が如くシリーズ（2005年 - ）
- SEKIRO: SHADOWS DIE TWICE（2019年）
- 新サクラ大戦（2019年）
- Ghost of Tsushima（2020年）

ステルスゲーム
- アサシン クリードシリーズ（2007年 - ）
- 天誅シリーズ（1998年 - ）
- メタルギアシリーズ（1987年 - ）